# Abtei San Salvatore (Brescia)

Abtei San Salvatore

San Salvatore (oder Santa Giulia) ist ein ehemaliges Kloster in Brescia in der Lombardei, das heute als Museum genutzt wird. Der monastische Komplex ist wegen seiner architektonischen Vielfalt bekannt, die Bauten aus römischer, vorromanischer und romanischer Zeit sowie der Renaissance umfasst. Im Jahr 2011 wurde San Salvatore unter der Bezeichnung Die Langobarden in Italien, Orte der Macht (568 bis 774 n. Chr.) ins UNESCO-Weltkulturerbe aufgenommen. Der Überlieferung nach ist San Salvatore der Ort, an dem Desiderata, die Tochter des Langobarden-Königs Desiderius und Ehefrau Karls des Großen nach der Auflösung der Ehe 771 lebte.

## Geschichte
San Salvatore wurde 753 von Desiderius, dem späteren König der Langobarden, und seiner Ehefrau Ansa als Frauenkloster gegründet. Ihre Tochter Anselperga wurde die erste Äbtissin. Trotz der Niederlage der Lombarden gegen Karl den Großen behielt San Salvatore seine Privilegien als königliches Kloster und konnte sogar seinen Besitz ausweiten.
Ab Mitte des 9. Jahrhunderts war San Salvatore eine der Abteien, die der Versorgung von Angehörigen der karolingischen Herrscher Italiens dienten:
- Gisla, † 860, 851/860 Äbtissin von San Salvatore, Tochter Kaiser Lothars I.
- Gisla, † vor 28. April 868, 861 Äbtissin von San Salvatore, Tochter Kaiser Ludwigs II.
- Engelberga, † 890/891, 868 Äbtissin von San Salvatore, Ehefrau Kaiser Ludwigs II.
- Ermengarde, † 896, 878 Äbtissin von San Salvatore, Tochter Kaiser Ludwigs II., Ehefrau von Boso von Vienne, Mutter Kaiser Ludwigs III.

Im 12. Jahrhundert wurden die meisten der Bauwerke im romanischen Stil restauriert oder neu errichtet, sowie das Oratorium Santa Maria in Solario gebaut. Im 15. Jahrhundert wurden alle Teile der Anlage erneut restauriert und ein Dormitorium angefügt. Im Jahr 1599 wurde die Kirche Santa Giulia vollendet.
Die Abtei wurde 1798 nach der Besetzung der Lombardei durch Frankreich aufgelöst. Die Gebäude wurden als Kaserne genutzt, danach dem Verfall preisgegeben. 1882 wurde der Komplex zum Museum für die Zeit des Christentums. Der Verfall konnte jedoch erst 1956 mit den letzten Restaurierungsarbeiten beendet werden. 1998 wurde es um das Museo di Santa Giulia ergänzt.

## Architektur
Zur Abtei San Salvatore gehören:
- Die Chiesa di San Salvatore, eine Basilika etwa aus dem 9. Jahrhundert mit einem Hauptschiff und zwei Seitenschiffen; sie wurde über einer älteren Kirche errichtet, die aus einem Hauptschiff und drei Seitenschiffen bestand; diese wiederum wurde auf einem römischen Gebäude aus dem 1. Jahrhundert vor Christus errichtet, das im 5. Jahrhundert zerstört wurde. Im Glockenturm aus dem 13.–14. Jahrhundert befinden sich Fresken von Girolamo Romanino. Im Inneren der Kirche befinden sich Fresken von Paolo da Cailina dem Jüngeren neben Fresken aus der Zeit der Karolinger. Das den Nonnen vorbehaltene Presbyterium wurde im 16. Jahrhundert gebaut und war vorher der aus dem Jahr 1466 stammende Chor für die Nonnen.
- Die Chiesa di Santa Maria in Solario wurde um 1150–80 erbaut. Sie ist eine doppelstöckige Kapelle auf rechteckigem Grundriss mit einer oktogonalen Laterne auf dem Dach und einer kleinen Loggia am Außenbau. Im Inneren wurde sie in der Renaissancezeit (1518–20) mit Fresken von Floriano Ferramola ausgestattet, die neben mariologischen Themen im oberen Teil Szenen aus dem Leben Jesu enthalten.
- Die Chiesa di Santa Giulia stammt aus dem 16. Jahrhundert
- Das Museum mit Fundstücken von der Bronzezeit bis zur Zeit der Römer, darunter die berühmte Geflügelte Victoria. In der Mittelalter-Abteilung befindet sich ein Kruzifix, das Desiderius gehört haben soll. Des Weiteren werden Bruchstücke von heute zerstörter Architektur Brescias ausgestellt, zum Beispiel Fresken aus dem Broletto, eine Faustina-Statue sowie ein Freskenzyklus von Alessandro Moretto.
- Auf einer den Nonnen vorbehaltenen Streuobstwiese wurden Häuserfundamente aus der Römerzeit ausgegraben.

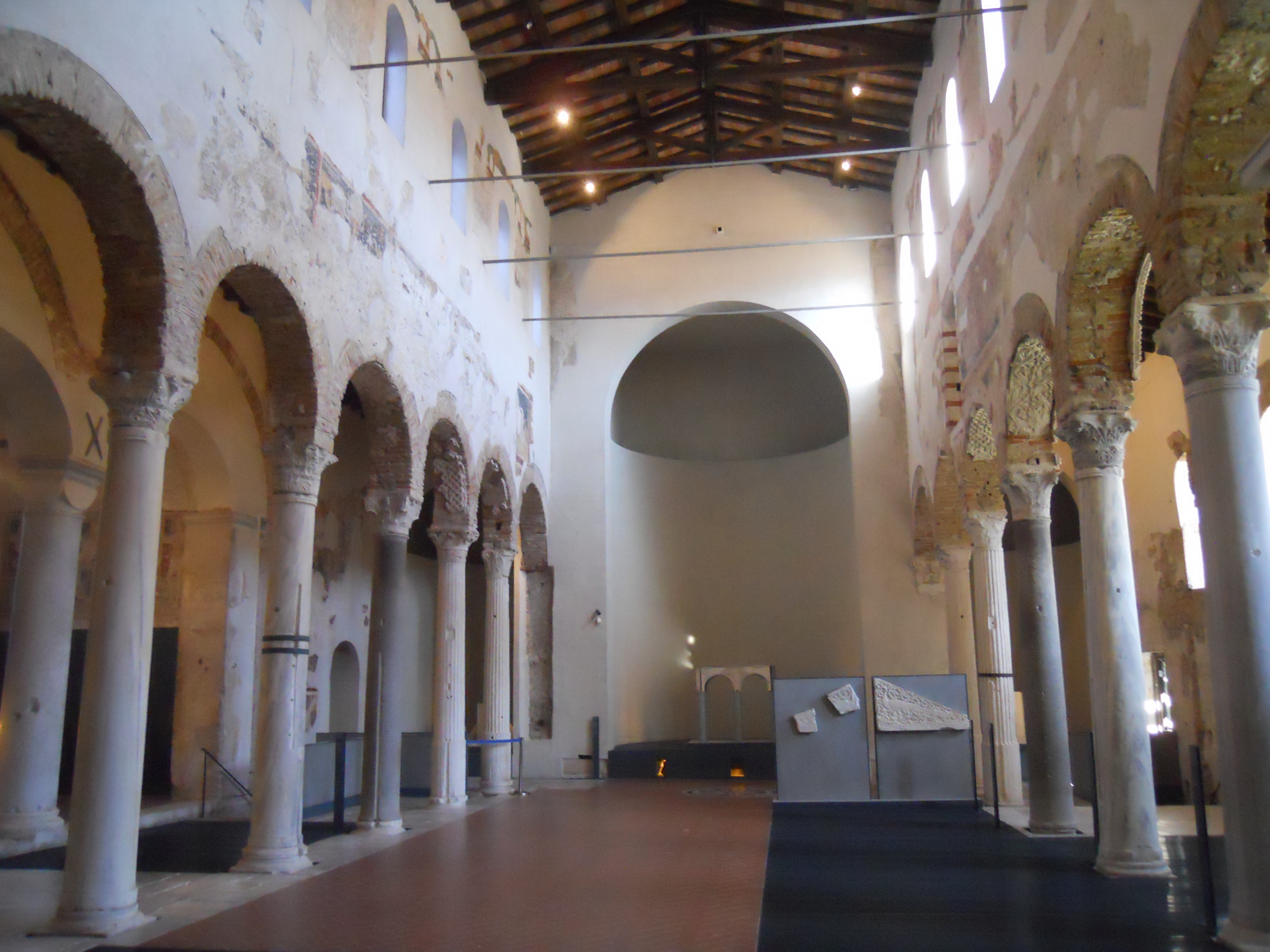
San Salvatore, Innenansicht
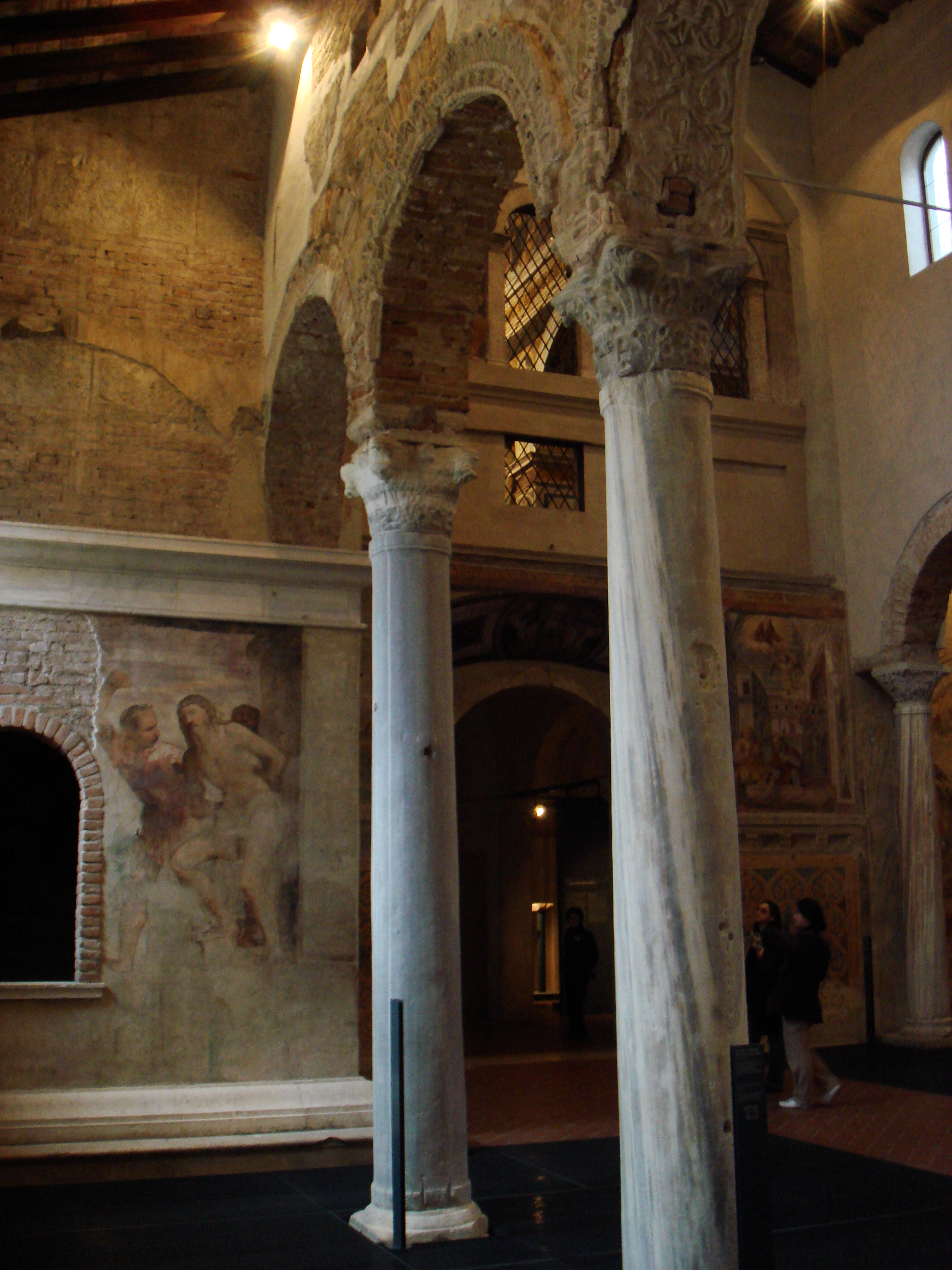
Innenansicht, Detail
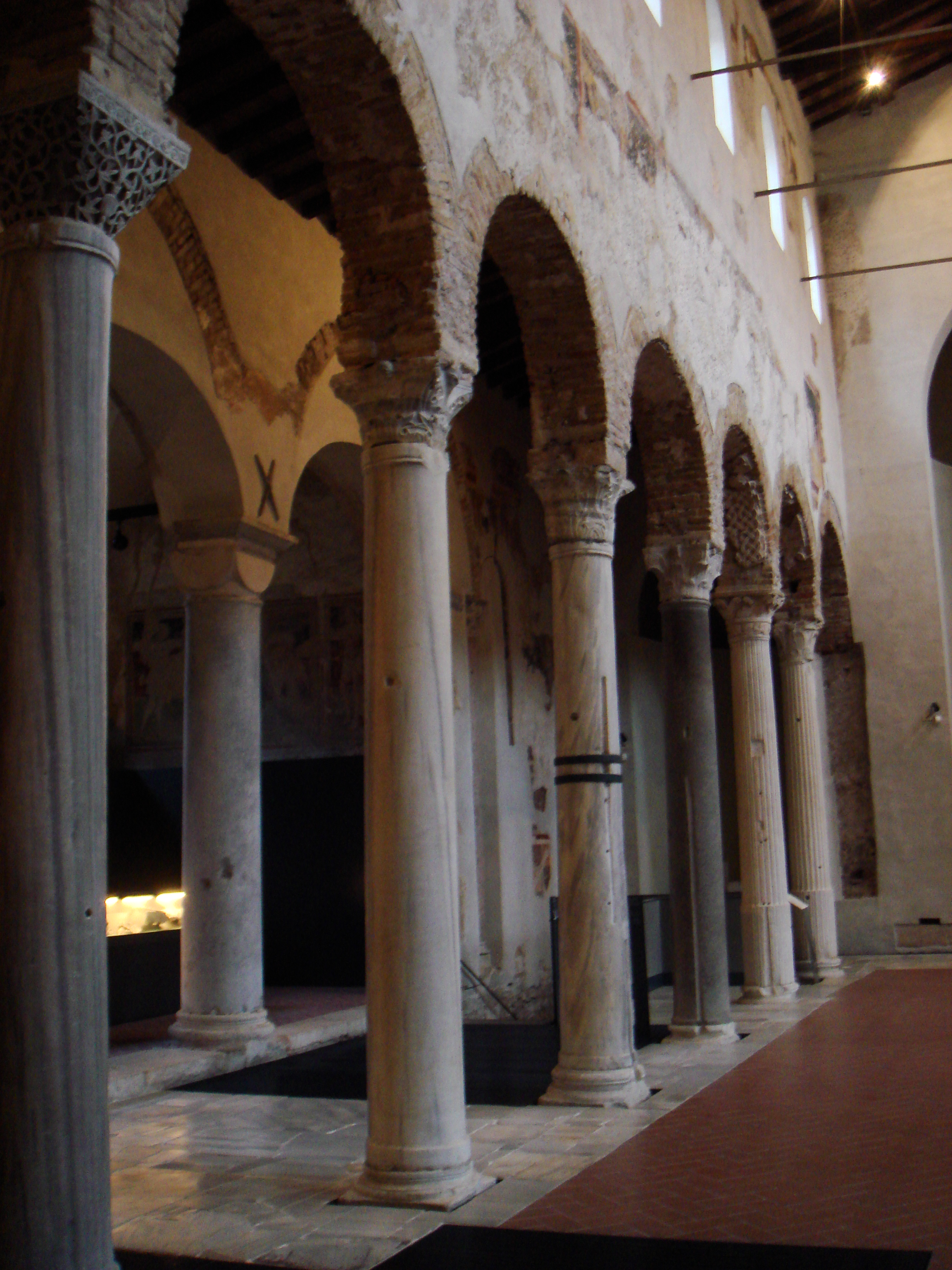
Innenansicht, Detail